# Kingella scortechinii
Kingella scortechinii là một loài thực vật có hoa trong họ Loranthaceae. Loài này được (King) Tiegh. mô tả khoa học đầu tiên năm 1895.